# W potrzasku. Belfast ’71
W potrzasku. Belfast ’71 (oryg. ’71) – brytyjski dramat filmowy z 2014 roku w reżyserii Yanna Demange’a. Obraz miał swoją premierę w konkursie głównym na 64. MFF w Berlinie. Zdjęcia do filmu kręcono na północy Anglii w Sheffield (hrabstwo South Yorkshire), Leeds (West Yorkshire), Liverpoolu (Merseyside) i Blackburn (Lancashire).

## Obsada
- Jack O’Connell – Gary Hook
- Sean Harris – kapitan sandy Browning
- Jack Lowden – Thompson „Thommo”
- Charlie Murphy – Brigid
- Paul Anderson – sierżant Leslie Lewis
- Richard Dormer – Eamon
- Martin McCann – Paul Haggerty
- David Wilmot – Boyle
- Killian Scott – James Quinn
- Paul Popplewell – szkoleniowy kapral[2]
- Barry Keoghan – Sean Bannon

## Nagrody
Źródło: Variety
| Rok  | Nagroda                        | Kategoria                                   | Nominacja                                    | Wynik     |
| ---- | ------------------------------ | ------------------------------------------- | -------------------------------------------- | --------- |
| 2014 | British Independent Film Award | Achievement in Production                   | Film                                         | Nominacja |
| 2014 | British Independent Film Award | Actor                                       | Jack O’Connell                               | Nominacja |
| 2014 | British Independent Film Award | Best British Independent Film               | Film                                         | Nominacja |
| 2014 | British Independent Film Award | Director                                    | Yann Demange                                 | Wygrana   |
| 2014 | British Independent Film Award | Screenplay                                  | Gregory Burke                                | Nominacja |
| 2014 | British Independent Film Award | Supporting Actor                            | Sean Harris                                  | Nominacja |
| 2014 | British Independent Film Award | Technical Achievement                       | Chris Wyatt (montaż) Tat Radcliffe (zdjęcia) | Nominacja |
| 2014 | British Independent Film Award | The Douglas Hickox Award for Debut Director | Yann Demange                                 | Nominacja |